# Hypalbuminämie
Eine Hypalbuminämie oder Hypoalbuminämie bezeichnet eine verminderte Konzentration des Plasmaproteins Albumin im Blutplasma 

(< 3,5 g/dl).

## Ursachen
Verursacht wird eine Hypalbuminämie durch verminderte Bildung von Albumin aufgrund von chronischen Leberschäden, durch Mangelernährung oder durch Albuminverlust, der bei akuten Entzündungen und Verbrennungen oder über die Nieren bei Nierenschäden erfolgen kann.
Eine physiologische Hypoalbuminämie sieht man in der Schwangerschaft, wo sie – meist im dritten Trimester – als Konsequenz einer Proteinurie mit überwiegender Albuminurie erscheint und für die Einlagerungen (Ödeme) der Schwangeren verantwortlich ist. Ursächlich steht einerseits das erhöhte Plasmavolumen und andererseits die erhöhte glomeruläre Durchgängigkeit, die zur renalen Ausscheidung von Albumin führt. Ein mäßig erhöhter Verlust von Albumin im Urin (> 300 mg Protein/24 h) ist jedoch nicht mehr als harmlos einzustufen und kann auf eine beginnende Präeklampsie deuten, ein Verlust von > 3 g Protein/24 h wird schon als schwer bezeichnet.

## Symptome und Folgen
Durch das Fehlen von Albumin fällt der kolloidosmotische Druck im Blutplasma ab, Wasser kann nicht in physiologischen Mengen im Gefäßsystem gehalten werden und tritt ins Interstitium über, was zu Ödemen oder einem Pleuraerguss  führen kann.
Da Albumin das am meisten vertretene Protein im menschlichen Körper ist und unter anderem für den Transport von endogenen (z. B. Hormone) und exogenen (z. B. Medikamente) Substanzen zuständig ist, wird deren Konzentration im Blut und somit ihre Wirksamkeit von einem Albuminmangel beeinflusst.
Allerdings hat die neuere Forschung gezeigt, dass Personen, die wegen einer genetischen Abweichung keine Albumine ausbilden, eine normale Lebenserwartung ohne größere gesundheitliche Beeinträchtigungen haben.